# Michael Clarke
Michael Clarke, född Michael James Dick 3 juni 1944 i Spokane, Washington, död 19 december 1993 i Treasure Island, Florida, var en amerikansk trummis.
Clarke började sin karriär som trummis i The Byrds. Trots att han var officiell medlem, spelade han inte alltid på gruppens skivor, han skrev inte heller mycket material till gruppen. Clarke fortsatte sin musikaliska bana i grupperna The Flying Burrito Brothers och Firefall. Han dog 1993 till följd av skador på levern uppkomna efter en lång tids alkoholmissbruk.

## Diskografi (urval)
Album med The Byrds
- Mr. Tambourine Man (1965)
- Turn! Turn! Turn! (1965)
- Fifth Dimension (1966)
- Younger Than Yesterday (1967)
- The Notorious Byrd Brothers (1968)

Album med Gene Clark & the Gosdin Brothers
- Gene Clark with the Gosdin Brothers (1967)

Album med Dillard & Clark
- The Fantastic Expedition of Dillard & Clark (1968)
- Through the Morning, Through the Night (1969)

Album med The Flying Burrito Brothers
- Burrito Deluxe (1970)
- The Flying Burrito Bros (1971)
- Last of the Red Hot Burritos (1972)

Album med Firefall
- Firefall (1976)
- Luna Sea (1977)
- Elan (1978)
- Undertow (1980)